# Systembolaget
Systembolaget Aktiebolag (vardagligt även kallat Systemet eller Bolaget) är ett statligt företag som har lagstadgat monopol i Sverige på detaljhandel med spritdrycker, vin och öl som har en alkoholhalt överstigande 3,5 volymprocent. Systembolagets syfte är att bidra till en bättre folkhälsa genom att begränsa alkoholens skador. Systembolagets uppdrag är att med ensamrätt och med ansvar och god service sälja alkoholdrycker samt att informera om alkoholens skadeverkningar. Systembolaget samarbetar med svenska leverantörer och representerar idag (2022) cirka 1200 leverantörer och över 5000 producenter från hela världen.
Systembolaget säljer även alkoholfria drycker med en alkoholhalt under 0,5 volymprocent. Systembolaget driver en kedja med drygt 440 butiker och cirka 6 000 anställda. Systembolaget har också cirka 500 ombud på mindre orter och i glesbygden.

## Historik

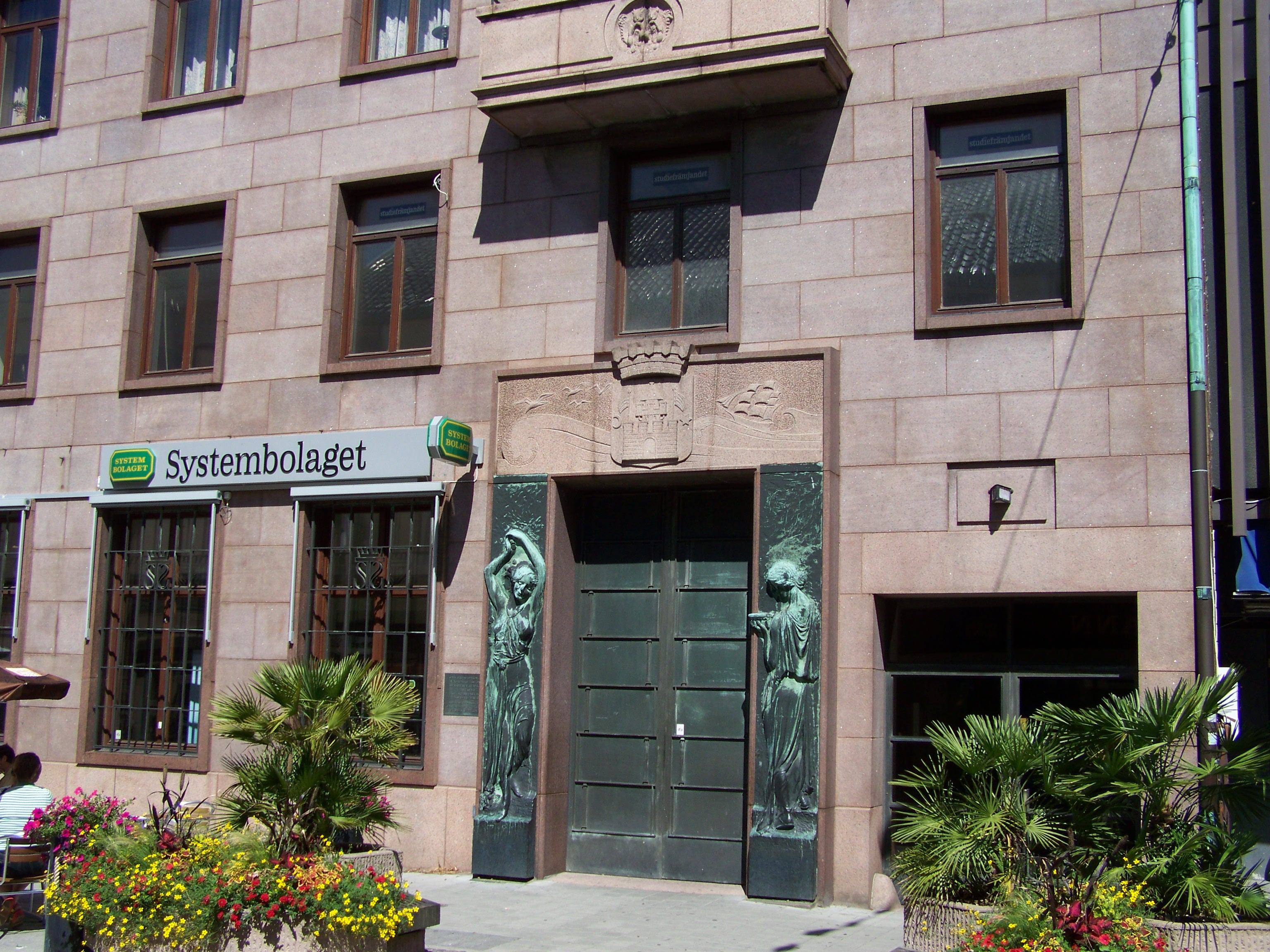
Systembolaget i Trelleborg.

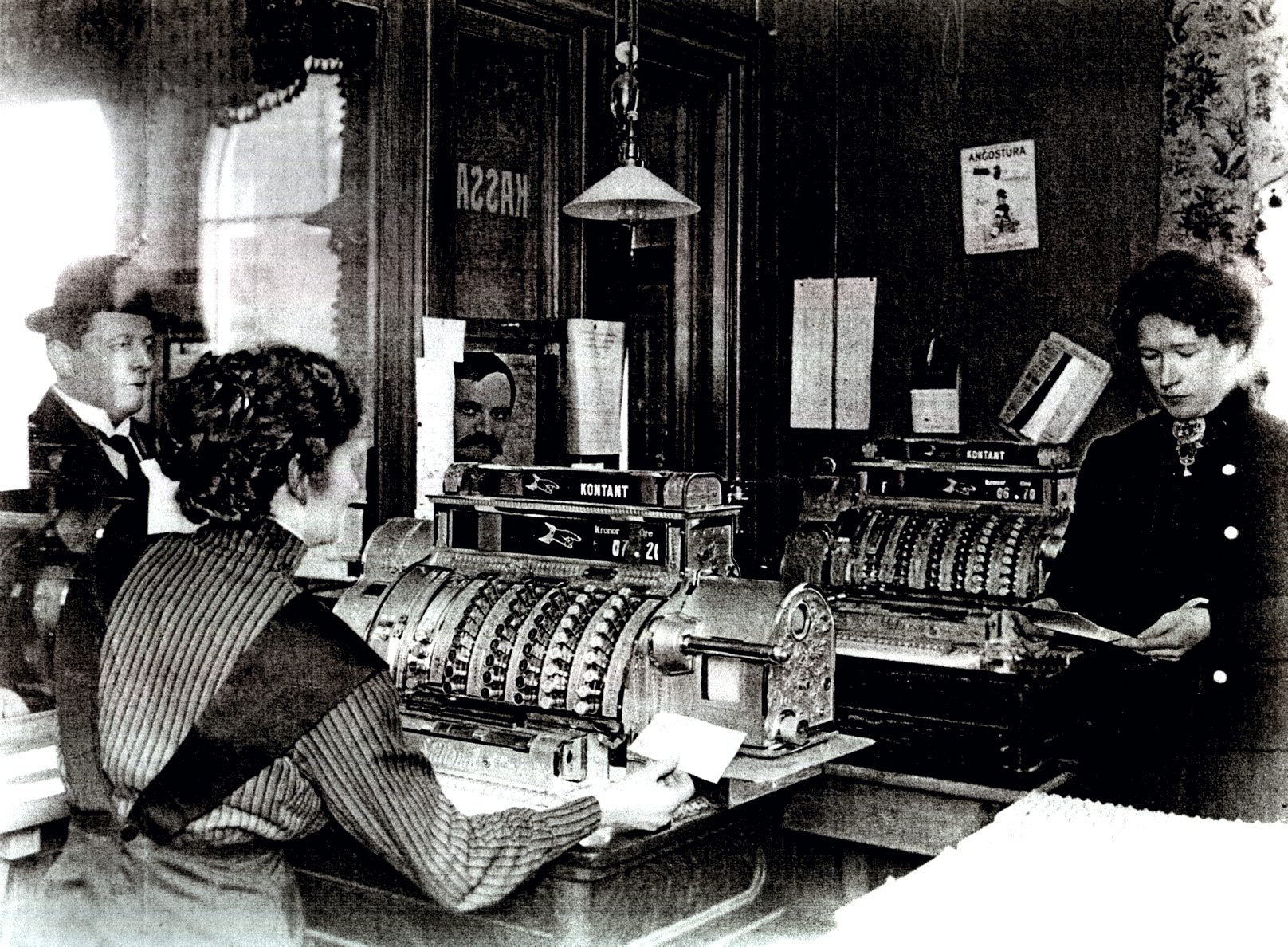
Systembolaget i Växjö år 1916.

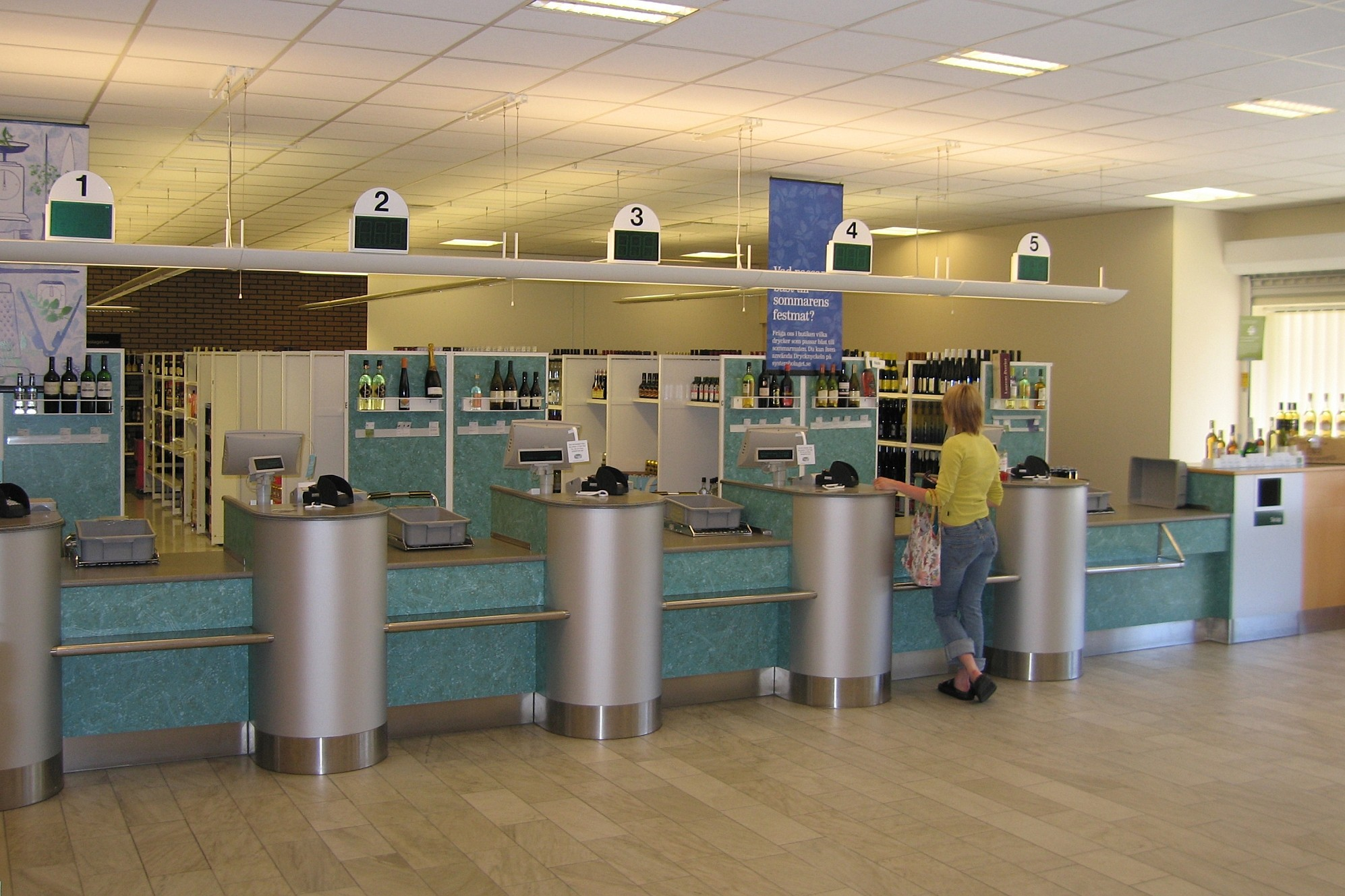
En Systembolagsbutik före ombyggnad till självbetjäning.

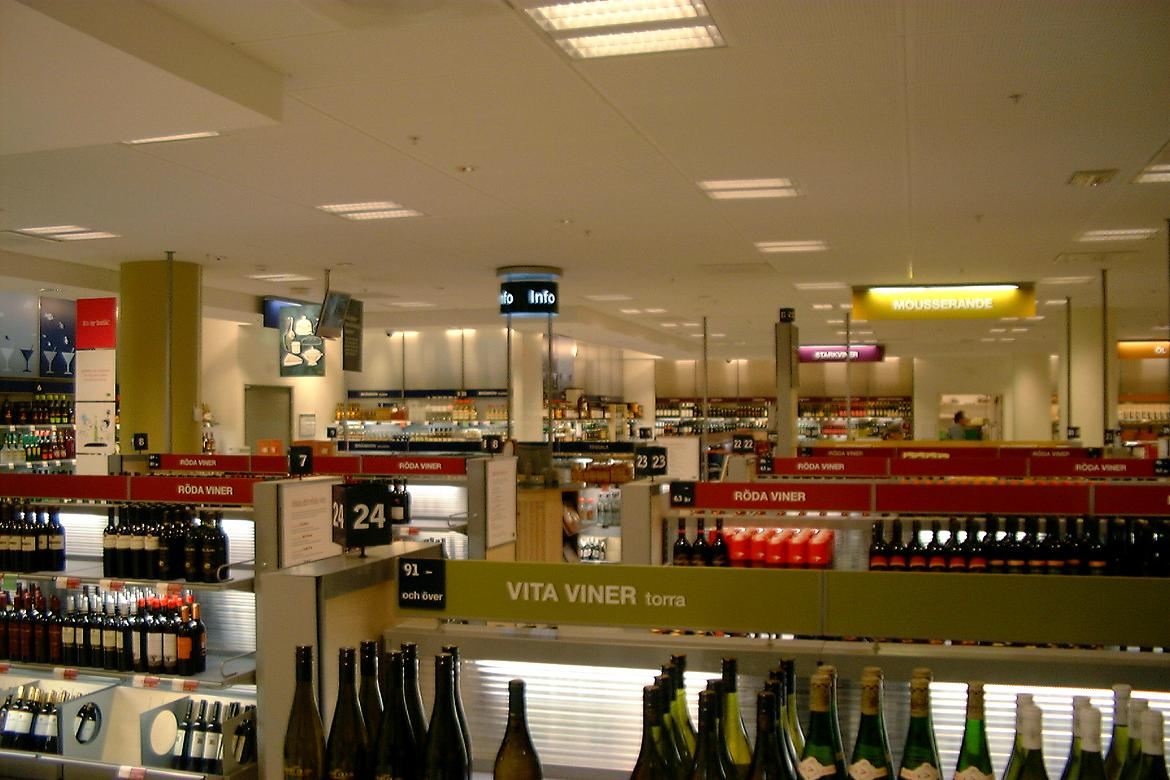
Systembolaget i Södertälje.

### Före Systembolagets bildande
Efter flera misslyckade försök till reglering av alkoholkonsumtionen i Sverige, beslöt kung Adolf Fredrik 1766 att avskaffa alla begränsningar.[källa behövs] Detta ledde till att nästan alla hushåll producerade sin egen alkohol. Stora mängder potatis och säd brändes därmed till alkohol i stället för att användas till föda. I början av 1800-talet fanns uppskattningsvis 175 000 destillatörer. Under 1830-talet skapades de första organisationerna och föreningarna för måttligt drickande i Stockholm. En av de äldsta organisationerna var Svenska Nykterhetssällskapet, som startades 1837.
Under mitten av 1800-talet grundades på privat initiativ av lokala bergsmän och genom statligt beslut Sveriges, och världens, första alkoholmonopol i Falun. All alkoholförsäljning i staden reglerades och skulle ske utan vinstintressen och ansvarsfullt. År 1860 blev det olagligt att sälja alkoholdrycker till personer under 18 år och tillverkningsförordningen förbjöd husbehovsbränningen.[källa behövs] År 1865 öppnades även ett statligt reglerat utskänkningsställe i Göteborg, AB Göteborgssystemet. Enligt reglerna skulle bland annat berusade personer avhysas, det skulle serveras varm mat och kaffe, och inköpt alkohol skulle konsumeras på plats. Liknande statligt reglerade utskänkningsställen och butiker som de i Falun och Göteborg öppnade över hela landet. De var framgångsrika, och 1870 beslöts att all vinst skulle gå till staten.
Under det första världskriget var alkoholdrycker kraftigt ransonerade. Från 1914 infördes motboken, med vars hjälp en enskild persons ranson av rusdrycker reglerades, på flera platser på initiativ av läkaren och politikern Ivan Bratt. Från 1919 var motboken nationell. År 1917 bildades Aktiebolaget Spritcentralen, som övertog all partihandel av alkohol. Nykterhetsrörelsen växte sig dock allt starkare i Sverige och 1922 genomfördes en rådgivande folkomröstning om rusdrycksförbud. Det blev Sveriges första allmänna omröstning. Antalet röstberättigade var 3 302 483 och av dessa deltog 1 820 452 eller 55,1 %, (vid riksdagsvalet 1921 deltog 54,2 %). Folkomröstningen gav ett mycket jämnt resultat, och något oväntat vann förbudsmotståndarna. Antalet personer, som hade röstat mot ett förbud, var 925 097 (51,0 %). Och antalet, som röstat för ett förbud, uppgick till 889 132 (49,0 %). Antalet ogiltiga eller blanka röster var 6 223. Riksdagen beslöt därefter  att inte förbjuda vin, sprit och öl, men också att fortsätta en restriktiv alkoholpolitik. Motboken användes därför ända fram till år 1955, då flera stora förändringar i den svenska alkoholpolitiken och organisationen ägde rum.

### Bildandet av ett nationellt monopol och dess utveckling
De lokala systembolagen, till exempel Systemaktiebolaget i Lund, drev åtskilliga restauranger. År 1955 slogs de lokala monopolen på försäljning av alkohol ihop till Systembolaget. Motboken avskaffades i samband med detta och reglerna förenklades och förtydligades. Huvudkraven för att få handla på Systembolaget var att kunden var minst 21 år gammal, nykter och att misstanke ej fanns om langning. Försäljningen steg med 25 procent under det första året och fylleriförseelserna fördubblades. Ett par år senare genomfördes därför flera åtgärder för att stävja alkoholbruket bland annat genom skattehöjningar och legitimationstvång.
År 1969 sänktes åldersgränsen från 21 till 20 år på Systembolaget, medan reglerna om nykterhet och langning är de samma sedan 1955. I de fall expediten inte med säkerhet kan bedöma att kunden är över 25 år, måste kunden enligt Systembolagets försäljningsregler kunna legitimera sig för att styrka att den uppnått 20 års ålder.
Kommunerna har fortfarande rätt att hindra etableringen av systembolag, men färre och färre kommuner håller på det, bland annat för att annan detaljhandel blir lidande om invånarna lockas åka till en annan kommun för att handla. 2013 fanns det minst en systembolagsbutik i Sveriges samtliga kommuner.
På söndagar har Systembolaget stängt. Åren 1982–2000 var Systembolaget stängt även på lördagarna, men är numera öppet fram till kl 13–15 (den exakta öppettiden varierar beroende på ortens och butikens storlek) alla icke röda lördagar, det vill säga även påskafton och i de fall den infaller en lördag även nyårsafton. Beslutet om lördagsstängt förknippas främst med Sveriges dåvarande socialminister Karin Söder (c).
År 1991 började Systembolaget införa självbetjäningsbutiker. 1 januari 1995 hade cirka 6 procent av butikerna självbetjäning, och 2006 var siffran uppe i 61 procent. 2013 hade 418 av 421 butiker (99,3 procent) självbetjäning. Sista butiken (med fullt sortiment) i landet att konverteras till självbetjäning var systembolaget i Högdalen i södra Stockholm, vilket skedde i oktober 2014.
I september 1996 såldes det första vinet på bag-in-box på Systembolaget. Tidigare hade Systembolaget vägrat sälja viner i denna typ av förpackning, som redan förekom internationellt, men efter klagomål från importören Spendrups kom EG-domstolen fram till att denna diskriminering av en viss förpackningstyp stred mot frihandelsreglerna inom EU. Några år in på 2000-talet stod bag-in-box för mer än hälften av den sålda volymen vin på Systembolaget.
År 2010 såldes dotterbolaget Lagena, som drev Systembolagets lager och skötte distributionen till butikerna, till företaget JF Hillebrand. Lagena hade bildats 1994, och var 1994–2010 ett helägt dotterbolag till Systembolaget.
Systembolaget inledde november 2012 försök med hemleverans av alkohol på ett fåtal orter och efter 25 oktober 2021 är det lagligt med hemleverans i hela Sverige.

### Etymologi
Namnet Systembolaget kommer enligt Systembolaget och Centrum för näringslivshistoria av att man bolagiserade krogverksamheten och satte brännvinsförsäljningen i system.

### Systembolagshärvan
År 2003 fick en muthärva inom Systembolaget stor medial uppmärksamhet. Uppmärksamhet riktades framför allt mot de butikschefer som misstänktes för att ha tagit emot pengar, resor och olika gåvor av leverantörer för att främja deras varor. I februari 2005 åtalades 92 personer för att de mottagit eller gett mutor. Av dem var 77 butikschefer i Systembolaget och de misstänktes för att ha tagit emot mutor för sammanlagt 1,2 miljoner. I februari 2008 hade 65 butikschefer inom Systembolaget fällts för mutbrott.

## Systembolaget och EU
Inför Folkomröstningen om EU-medlemskap meddelade EU-kommissionen 1993 att Systembolaget skulle få finnas kvar även om Sverige skulle bli medlemmar i EU. Formerna för det svenska alkoholmonopolet förändrades delvis för att bättre harmonisera med EU-lagstiftning. Redan dagen efter Sveriges inträde i EU blev det dock konflikter då den skånska företagaren Harry Franzén sålde vin i sin närlivsbutik, med hänvisning till att den svenska alkohollagen stod i strid med artiklarna 30 och 37 i EG-fördraget. Målet togs upp i EG-domstolen som den 27 oktober 1997 fastslog att det inte i EG-fördraget finns hinder mot nationella bestämmelser om ett statligt detaljhandelsmonopol, men att rätten att importera alkoholdrycker ej kan vara begränsad på de vis som föreskrevs i den svenska lagstiftningen. Detta ledde till att Systembolagets monopol på försäljning till restauranger och Vin & Sprits monopol på alkoholimport upphörde, medan Systembolagets monopol på detaljhandel kvarstod.
Medlemskapet i EU har även inneburit att gränserna för införsel av alkohol ifrån andra EU-länder höjts markant. Det fanns en övergångsregel, som upphörde sju år efter det att Sverige anslutit EU, om begränsad mängd vid resa. 5 juni 2007 fastslog även EG-domstolen att det svenska förbudet mot privatimport av alkohol (via beställning, inte resa) stred mot EU:s direktiv om fri rörlighet för varor och EG-rätten.

## Verkställande direktörer
| 1954–1967 | Harry Älmeby (1899–1970)     |
| 1967–1981 | Rune Hermansson (1917–1994)  |
| 1982–1999 | Gabriel Romanus (född 1939)  |
| 1999–2009 | Anitra Steen (född 1949)     |
| 2009–2022 | Magdalena Gerger (född 1964) |
| 2022–     | Ann Carlsson (född 1966)     |

## Styrelseordförande
| 2002–2008 | Olof Johansson            |
| 2008–2014 | Cecilia Schelin Seidegård |
| 2014–2020 | Kenneth Bengtsson         |
| 2020–     | Göran Hägglund            |

## Regler för Systembolaget
Systembolaget får inte sälja alkohol till personer som är märkbart berusade, kan misstänkas langa, eller är under 20 år. I de fall expediten inte med säkerhet kan bedöma att kunden är över 25 år, måste kunden enligt Systembolagets försäljningsregler kunna legitimera sig för att styrka att de uppnått 20 års ålder. Under de första sex månaderna 2009 genomfördes 2973 kontrollköp av personer i åldern 20 till 25 år och i 94 procent av fallen efterfrågades legitimation.
Alkoholfria produkter är inte belagda med någon åldersgräns vid köp. 
Systembolagets öppettider varierar något från butik till butik, men som längst får Systembolaget ha öppet mellan kl. 10.00 och kl. 20.00 på vardagar och mellan kl. 10.00 och kl. 15.00 på lördagar. Systembolaget får inte ha öppet på söndagar eller allmänna helgdagar. På helgdagsaftnar får Systembolaget ha öppet men har likväl stängt vissa helgdagsaftnar, såsom julafton och midsommarafton, medan andra helgdagsaftnar har lördagstider, såsom nyårsafton, och vissa helgdagsaftnar har vanliga vardagstider, såsom trettondagsafton och valborgsmässoafton. Om en helgdagsafton infaller på en söndag är det dock alltid stängt.    
Ombud för Systembolaget får endast lämna ut varor under de öppettider som anges ovan och hemleverans är också endast tillåten under dessa öppettider.    

## Marknadsföring
Systembolaget ska enligt uppdraget sälja med ansvar, vilket innebär att bolaget är restriktivt i marknadsföringen. Ingen reklam för dryckerna ska förekomma, inte heller kampanjerbjudanden av typen där man köper två flaskor och får en extra på köpet, eller lockvaror i form av drycker. Däremot kan tillverkare och importörer av alkoholdrycker visa reklam i Sverige med begränsningar.